# Toader Haneș
Toader Haneș (n. 23 septembrie 1893, Săcalu de Pădure – d. 23 septembrie 1966, Săcalu de Pădure) a fost un deputat în Marea Adunare Națională de la Alba Iulia, organismul legislativ reprezentativ al „tuturor românilor din Transilvania, Banat și Țara Ungurească”, cel care a adoptat hotărârea privind Unirea Transilvaniei cu România, la 1 decembrie 1918.:p. 77

## Biografie
Născut în  localitatea Săcalu de Pădure în anul 1893, Toader Haneș a urmat doar două clase primare, ocupația sa de bază fiind agricultura. Mobilizat în armata austro-ungară. El participă la campaniile din Galiția și Italia. În 1920 urmează un curs de doar trei luni pentru funcția de șef de post, profesând apoi în diferite localități din Transilvania. A condus ulterior cooperativa de consum din localitate. A decedat la Sacălu de Pădure în data de 23 septembrie 1966.

## Activitatea politică
A fost ales ca delegat supleant al cercului electoral  Reghin, la Marea Adunare Națională de la Alba Iulia de la 1 decembrie 1918.:p.254